# Thanatephorus ochraceus
Thanatephorus ochraceus är en svampart som först beskrevs av George Edward Massee, och fick sitt nu gällande namn av P. Roberts 1998. Thanatephorus ochraceus ingår i släktet Thanatephorus och familjen Ceratobasidiaceae.  Arten är reproducerande i Sverige. Inga underarter finns listade i Catalogue of Life.